# Papiro 114

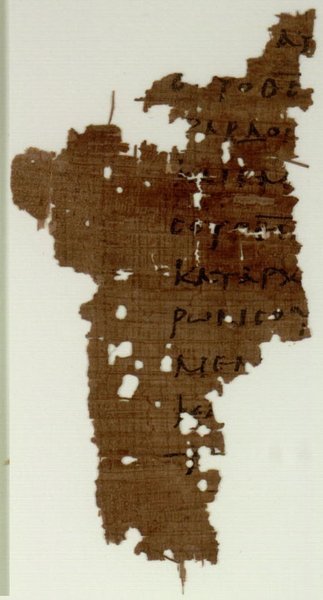
Papiro 114.

El Papiro 114 (en la numeración Gregory-Aland) designado como {\displaystyle {\mathfrak {P}}}114, es una copia antigua de una parte del Nuevo Testamento en griego. Es un manuscrito en papiro de la Epístola a los hebreos y contiene la parte de Hebreos 1:7-12. Ha sido asignado paleográficamente al siglo III.
El texto griego de este códice es un representante del Tipo textual alejandrino, también conocido neutral o egipcio. Aún no ha sido relacionado con una Categoría de los manuscritos del Nuevo Testamento.
Este documento se encuentra en la biblioteca Sackler de la Universidad de Oxford (Papyrology Rooms, P. Oxy. 4498), en Oxford.

## Variante textual
1:9
[ο ΘΣ] σου ο ΘΣ: {\displaystyle {\mathfrak {P}}}114
ο ΘΣ ο ΘΣ σου: {\displaystyle {\mathfrak {P}}}46, א, A, B, et al.
1:12
incl. ως ιματιον: {\displaystyle {\mathfrak {P}}}114, {\displaystyle {\mathfrak {P}}}46, א, A, B, 1739, vgmss.
omit. ως ιματιον: D1, Ψ, 0243, 0278, 33, 1881, Codex Mosquensis I, Codex Angelicus, Codex Porphyrianus {\displaystyle {\mathfrak {M}}} lat sy sams bo; Ath.

### Lectura recomendada
- W. E. H. Cockle, The Oxyrhynchus Papyri LXVI (London: 1999), pp. 9–10.
- Comfort, Philip W.; David P. Barrett (2001). The Text of the Earliest New Testament Greek Manuscripts. Wheaton, Illinois: Tyndale House Publishers. pp. 662-663. ISBN 978-0-8423-5265-9.